# Instituto Económico Castellano
El Instituto Económico Castellano fue una entidad fundada por un grupo de economistas y agentes económicos en Madrid en junio de 1932. Su objetivo era "propulsar, primordialmente, el florecimiento de los intereses materiales de Castilla".

## Historia
El acto de constitución tuvo lugar en el Círculo de Contribuyentes de Alcalá de Henares. En junio de 1932, el cuadro directivo de la entidad estaba constituido por Rafael Salazar Alonso, presidente; L. Victor Paret y Emilio Zurano Muñoz, vicepresidentes; Francisco Huerta Calopa, tesorero; Alfredo Aleix Mateo-Guerrero, contador; Mauricio García Isidro, Julio Guillén Sáenz, Antonio de Miguel, Eduardo Ortiz de la Torre, y Francisco de A. Pastor, vocales. Su secretario general era Manuel Danés Barceló.
Sus proyectos fueron: organización de un archivo estadístico y arancelario para divulgar sus estudios y poner la documentación a disposición de los asociados.
La primera Junta del Instituto se planteó "diversos problemas concretos que merecieron examen detenido por la Junta, entre ellos el relativo al restablecimiento de la aduana central de Madrid, la adhesión a la campaña en favor de la prosecución de las obras del ferrocarril de Madrid a Burgos y otros proyectos que han de redundar en el provecho de la región. Se significó como preocupación principalísima la de dotar a todos los pueblos castellanos de una perfecta red de comunicaciones, así como hacer de Santander un gran puerto fortificado por una zona industrial castellana. A estos efectos hará un estudio de las necesidades y posibilidades de Castilla y se organizará un archivo estadístico y arancelario de gran utilidad. Asimismo se acordó comunicar expresamente a todos los diputados a Cortes, diputados provinciales y Ayuntamientos castellanos la existencia del Instituto, ofreciéndoselas para cuantos datos y estudios requieran".
Un mes más tarde, en julio de 1932, la junta directiva del Instituto Económico Castellano estaba formada por Rafael Salazar Alonso, su presidente y presidente de la Diputación Provincial de Madrid; Pedro Rico, alcalde de Madrid; Luis García Lozano, diputado en el Congreso por Burgos y presidente de la Diputación Provincial de Burgos; y Francisco Huerta Calopa.
Su primera sede estuvo en la madrileña Calle Salud 17; y posteriormente se situó en Avenida Pi y Margall 9.
Su primera asamblea tuvo lugar el 12 de julio de 1932 y contó con la adhesión de Clara Campoamor a la “Magna asamblea castellanista en el Teatro Español” de Madrid. El Instituto pretendía "difundir por toda Castilla una acción económica regional".
Las entidades participaron en la asamblea fueron: Ayuntamiento y Diputación de Burgos, Comité de Iniciativas Ferroviarias, Cámara de Comercio y Propiedad Urbana, Asociación Gremial Mercantil, Colegio de Procuradores, Cámara Minera, Ateneo Popular, Casa de Pueblo de Burgos, Círculo Mercantil y Cámaras de Comercio y Agricultura de Santander y su Diputación Provincial, Ayuntamientos de Colmenar Viejo, Robregordo, Gascones, La Acebeda, Aranda de Duero y sus sociedades, Asociación Nacional de Obras Públicas, Centro de Hijos de Madrid, Círculo de la Unión Mercantil, Defensa Patronal Mercantil, Cámara Oficial de Industria, La Única, Comisión de Comisionistas y Viajantes, Casa de los Gatos, Casa de Castilla, Defensa de la Propiedad Urbana, Hogar Soriano, Colonia Bejarana, Centro Abulense, Centro Burgalés, Centro Segoviano, Junta de Obras de Pasajes, Agrupación Republicana de Propietarios, Unión de Campesinos y Agrupación Socialista de Colmenar Viejo, Ayuntamientos de Fuencarral y de Colmenar Viejo y el Partido Republicano Radical de la misma localidad.
Esta asamblea, que llenó el recinto y tuvo la adhesión de numerosas entidades, estuvo dedicada en pro de ferrocarril directo Madrid-Burgos. En ella, Francisco Huerta pronunció un discurso en el que "hizo resaltar la grave crisis por la que atraviesa Guadalajara".